# Calle Halsey (línea Jamaica)
La Calle Halsey es una estación en la línea Jamaica del Metro de Nueva York de la B del Brooklyn–Manhattan Transit Corporation y el Independent Subway System. La estación se encuentra localizada en Bedford-Stuyvesant, Brooklyn entre la Calle Halsey y Broadway. La estación es servida en varios horarios por los trenes del Servicio  y .